# George Town Exuma International Airport
George Town Exuma International Airport (engelska: Exuma International Airport) är en flygplats i Bahamas.   Den ligger i distriktet Exuma District, i den sydöstra delen av landet, 220 km sydost om huvudstaden Nassau. George Town Exuma International Airport ligger 1 meter över havet. Den ligger på ön Great Exuma Island.
Terrängen runt George Town Exuma International Airport är mycket platt. Runt George Town Exuma International Airport är det glesbefolkat, med 9 invånare per kvadratkilometer.. Närmaste större samhälle är George Town, 10,3 km sydost om George Town Exuma International Airport. 